# 教育省 (イギリス)
教育省（きょういくしょう、英語: Department for Education; DfE）は、イギリスの行政機関の一つ。児童福祉及び教育(義務教育、継続教育、高等教育)を中心に、イングランドにおける幅広い分野を担当している。

## 沿革
既存の子ども・学校・家庭省を母体として、デーヴィッド・キャメロン内閣の下で、2010年5月12日に設置された。

### 前身機関
- 1839 – 1899 教育に関する枢密院委員会 (Committee of the Privy Council on Education)
- 1856 – 1899 教育省 (Education Department)
- 1899 – 1944 教育委員会 (Board of Education)
- 1944 – 1964 教育省 (Ministry of Education)
- 1964 – 1992 教育・科学省 (Department of Education and Science)
- 1992 – 1995 教育省 (Department for Education)
- 1995 – 2001 教育・雇用省 (Department for Education and Employment; DfEE)
- 2001 – 2007 教育・職業技能省 (Department for Education and Skills; DfES)
- 2007 – 2010 子ども・学校・家庭省 (Department for Children, Schools and Families; DCSF)